# Football Club de Grenchen
El FC Grenchen es un equipo de fútbol suizo de Grenchen que juega en la 2. Liga Interregional, la quinta liga de fútbol más importante del país.

## Historia
Fue fundado en el año 1906 en la ciudad de Grenchen, y en 1937 ascendieron por primera vez a la Nationalliga A, donde en el periodo de entreguerra se convirtieron en subcampeones en 3 ocasiones y una final de copa, pero su mayor éxito fue al finalizar la guerra cuando ganaron la Copa de Suiza en 1959 y clasificaron a su primer torneo internacional: la Copa Intertoto 1961-62.
No han jugado en la máxima categoría desde 1986, acumulando un total de 39 temporadas en la Primera División Suiza, descendiendo a la Challenge League, en la cual jugaron hasta 1995, cuando descendieron a la división en la que están actualmente.

## Palmarés
- Copa de Suiza: 1

1959

## Jugadores destacados
- Karl Decker